# هاري فريدمان
هاري فريدمان (بالإنجليزية: Harry Friedman)‏ هو مخرج منفذ أمريكي، ولد في 12 نوفمبر 1946 في أوماها في الولايات المتحدة.

## وصلات خارجية
- هاري فريدمان على موقع IMDb (الإنجليزية)
- هاري فريدمان على موقع قاعدة بيانات الفيلم (الإنجليزية)